# Redland
Redland é uma Região censo-designada localizada no estado americano de Maryland, no Condado de Montgomery.

## Demografia
Segundo o censo americano de 2000, a sua população era de 16.998 habitantes.

## Geografia
De acordo com o United States Census Bureau tem uma área de 18,1 km², dos quais 17,8 km² cobertos por terra e 0,3 km² cobertos por água.

## Localidades na vizinhança
O diagrama seguinte representa as localidades num raio de 8 km ao redor de Redland.